# Вулиця Академіка Корольова (Тернопіль)
Вулиця Академіка Корольова — одна з вулиць міста Тернополя. Названа на честь українського вченого в галузі ракетобудування і космонавтики, конструктора Сергія Корольова.

## Відомості
Розпочинається від вулиці Василя Стуса, на кільці перетинається з вулицею Романа Купчинського, пролягає на південь, де продовжується вулицею Академіка Сахарова. На вулиці розташовані багатоповерхівки.

## Транспорт
На вулиці знаходяться 4 зупинки громадського транспорту, до яких курсують (по всій вулиці чи частково) автобусні маршрути №12, 21, 30, 35, 36, тролейбус №9.

## Комерція
- Офіс таксі «Джокер» (Академіка Корольова, 7)